# Iglesia de Santa Clara (Estocolmo)
La Iglesia de Santa Catalina (en sueco: Sankta Klara Kyrka), es un iglesia luterana sueca. Ubicada en la calle Klara Vastra Kyrkogata, pleno centro de Estocolmo, Suecia.
Está rodeada por modernos edificios y frente al centro comercial Ciudad de Ahléns. El convento y la iglesia de Santa Clara fueron fundadas en 1280. En 1527 bajo el mandato de Gustav Vasa la iglesia y el convento fueron demolidos y la construcción de la iglesia actual comenzó en 1572 bajo el mandato de Juan III de Suecia.
Su torre es original de 1880, tiene una altura de más de 115 metros y ejerce de brújula en esta área ya que es visible desde muchos puntos.